# 꿈팔이 부부 사기단
《꿈팔이 부부 사기단》(夢売るふたり 유메우루후타리[*])은 2012년 일본 영화이다.

## 시놉시스
화재로 인해 불타버린 선술집을 뒤로 하고 먼가 살아 보려고 다른 일을 도모하는 일본인 부부이야기.

## 출연
- 이치자와 사토코 - 마쓰 다카코
- 이치자와 칸야 - 아베 사다오
- 다나카 레나
- 레이코 - 스즈키 사와
- 안도 다마에
- 기무라 다에
- 쿠라시나 카나
- 양익준
- 가가와 데루유키
- 쇼후쿠테이 쓰루베

## 수상
2013년
- 제36회 일본 아카데미상
  - 우수 여우주연상 - 마쓰 다카코
- 제31회 요코하마 영화제
  - 여우주연상 - 마쓰 다카코
- 제27회 다카사키 영화제
  - 최우수 감독상 - 니시카와 미와
  - 최우수 여우주연상 - 마쓰 다카코
  - 최우수 여우조연상 - 안도 다마에